# Rivas skrifter
Rivas skrifter är en samling av grundmaterialet som David Eddings skrev och som ger en bakgrund hans bokserier Sagan om Belgarion, Sagan om Mallorea, Belgarath Besvärjaren och Polgara Besvärjerskan.
Rivas skrifter innehåller bland annat heliga och historiska skrifter för de olika folkgrupperna i böckerna.